# Arturo Benedetti Michelangeli

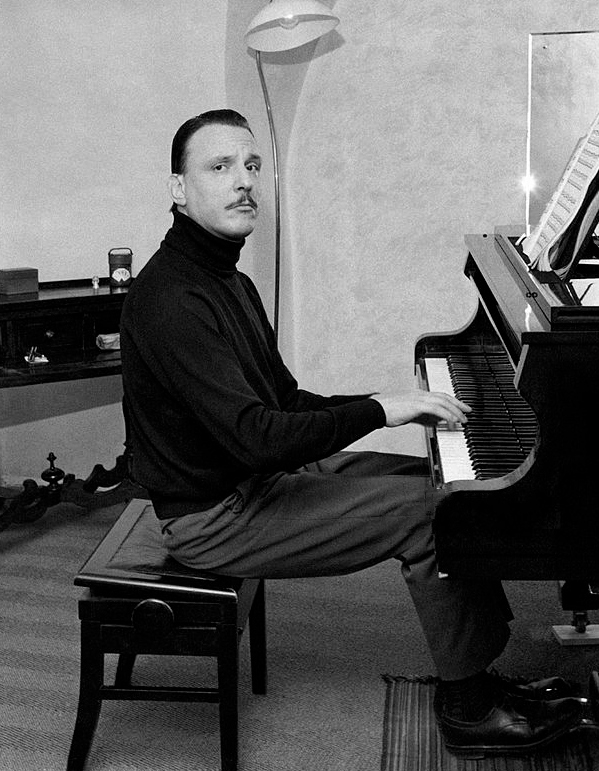
Arturo Benedetti Michelangeli in 1960

Arturo Benedetti Michelangeli (Brescia, 5 januari 1920 – Lugano, 12 juni 1995) was een Italiaans klassiek pianist.
Michelangeli werd geboren in Brescia. Op driejarige leeftijd begon hij met muzieklessen, aanvankelijk speelde hij viool, maar al snel ging hij over op de piano. Op zijn tiende werd hij toegelaten tot het Conservatorio "Giuseppe Verdi" van Milaan. Op aandringen van zijn vader studeerde hij korte tijd medicijnen. Zijn professionele carrière ving aan met zijn deelname aan de internationale Ysaÿewedstrijd (de latere Koningin Elisabethwedstrijd), waar hij op de zevende plaats eindigde. Een jaar later vergaarde hij zijn eerste roem op het internationale festival van Genève waar hij werd uitgeroepen tot "een nieuwe Liszt" door de pianist Alfred Cortot, die deel uitmaakte van de jury.
Hij wordt beschouwd als een van de meest indrukwekkende en virtuoze pianisten van de twintigste eeuw, tussen namen als Horowitz en Richter, en geldt als de belangrijkste Italiaanse pianist na Ferruccio Busoni.
Michelangeli staat bekend om zijn perfecte uitvoeringen. De muziekcriticus Harold Schonberg schreef over hem: "Zijn vingers kunnen net zomin een foute noot aanslaan of een passage verknoeien, als dat een afgevuurde kogel van zijn koers kan worden gebracht."
Zijn discografie bevat hoogtepunten als live uitvoeringen in Londen van Ravels Gaspard de la Nuit en Chopins pianosonate nr. 2. Zijn gecombineerde opname uit 1957 van Ravels pianoconcert in G en Rachmaninovs vierde pianoconcert op EMI wordt beschouwd als een van de belangwekkendste concertopnamen ooit gemaakt. Voor een concertpianist had hij een opvallend klein repertoire.
Benedetti Michelangeli heeft 19 volksliederen a capella voor het mannenkoor van de S.A.T. (Società Alpinisti Tridentini) uit Trente (Italië) bewerkt; dit is zijn enige productie als componist, maar met grote artistieke waarde.
Michelangeli had de reputatie om het minste of geringste optredens op het laatste moment af te zeggen en gold als een geobsedeerde perfectionist achter het toetsenbord. Zijn laatste optreden vond plaats op 7 mei 1993 in Hamburg. Na een slepende ziekte overleed hij in Lugano in 1995.